# 承议郎
承议郎是中國古代文官名。

## 沿革
隋朝隋炀帝大业三年（607年）設置，為散官的一種。唐朝時為文散官，文官第十五阶，品秩為正六品下名。宋朝初年品秩为正六品。宋太宗太平兴國元年（976年）為了避讳改名為承直郎。